# El Durazno (Córdoba)
El Durazno es una localidad del Departamento Calamuchita, provincia de Córdoba, Argentina. 
A partir del 3 de junio de 2010 pasó a formar parte del radio municipal de la localidad de Villa Yacanto, según consta en el Boletín Oficial.
La población se encuentra al pie de la Sierra de los Comechingones, y es cruzada por el río homónimo. Este curso de agua nace en la ladera este del cerro Champaquí a más de 2.500 metros sobre el nivel del mar y en su derrotero despliega cascadas, saltos, ollas profundas de seis y más metros de profundidad en algunos casos y remansos con playas arenosas. Está ubicada a 7 kilómetros de Villa Yacanto —el pueblo vecino más cercano—, y a 36 kilómetros de Santa Rosa de Calamuchita.

## Población
Su población estable es de 100 habitantes (Indec, 2010), número que varía mucho según la temporada, ya que la gran mayoría de las casas son de veraneo y de fin de semana.

## Pesca
El poblado cuenta con un río de deshielo que le da el nombre a este paraje. En el Río "El Durazno" se puede practicar la pesca con mosca y señuelos. Este tipo de pesca como en toda la región de las sierras de Calamuchita es con devolución obligatoria.

## Infraestructura turística
La localidad no cuenta con una estructura turística muy desarrollada, por lo que es ideal para gozar del ambiente serrano pudiendo realizar caminatas, cabalgatas, mountain bike, safari fotográfico, senderismo, biodiversidad, avistamiento de aves, pesca de truchas etc. El Durazno cuenta con tres cámpings, una posada con proveeduría y restaurante, un hotel boutique, varios complejos de cabañas y casas de alquiler. La reciente llegada de la luz eléctrica —inaugurada oficialmente el 18 de diciembre de 2013—, además de mejorar las condiciones de vida de los pobladores, impulsó el surgimiento de nuevos emprendimientos turísticos.

## Galería de imágenes

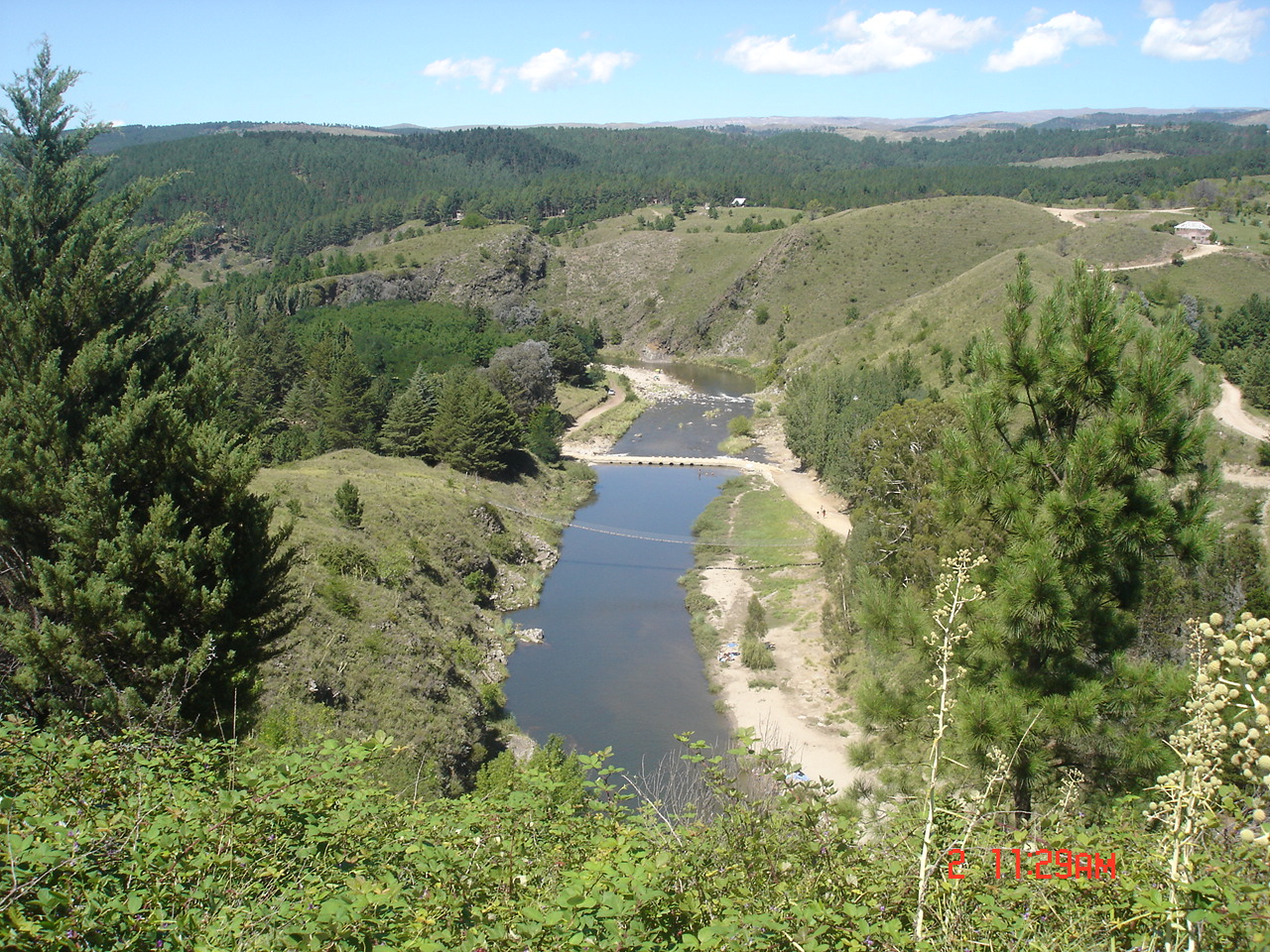
Vista panorámica del río.
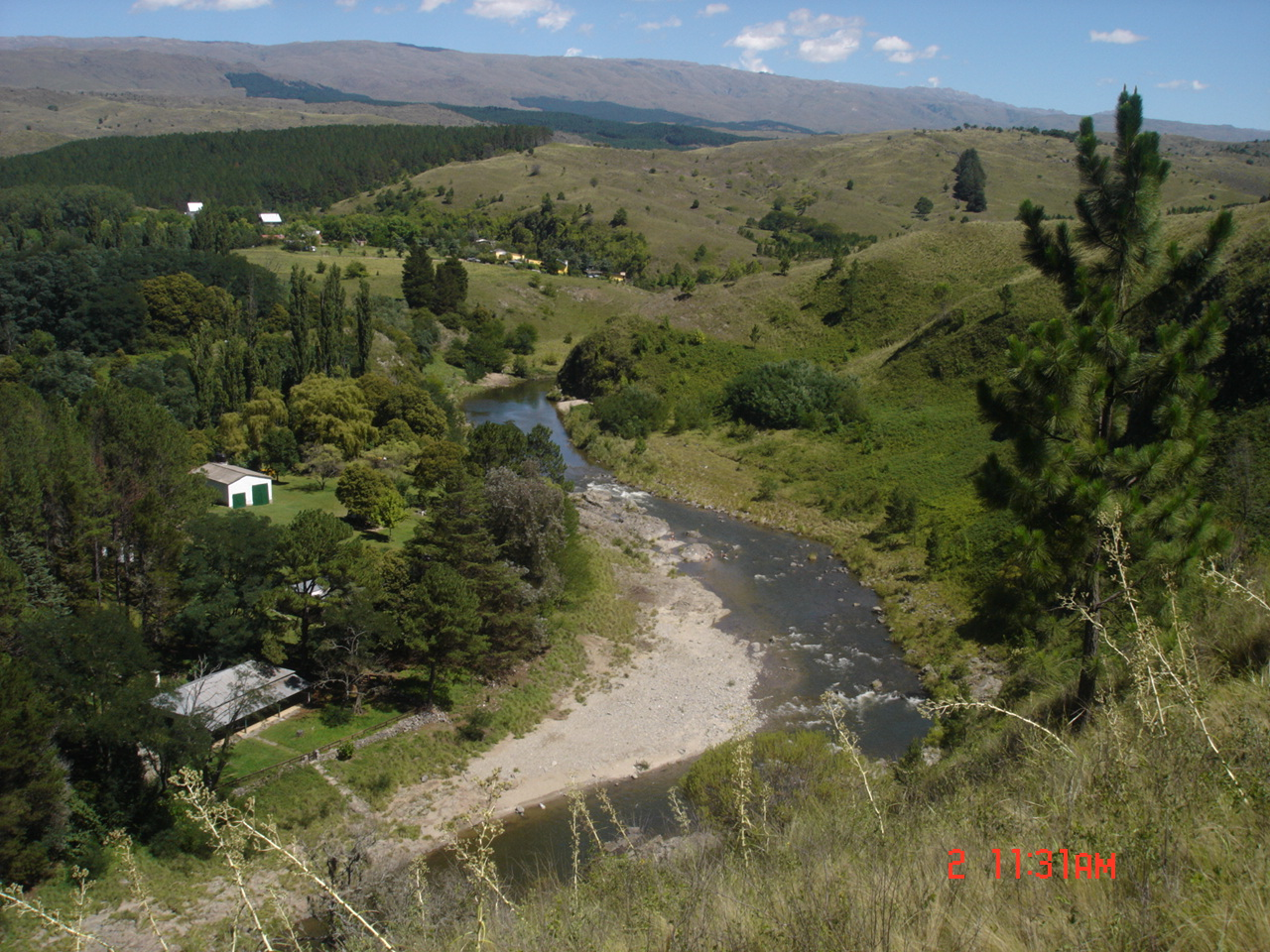
Vista panorámica.
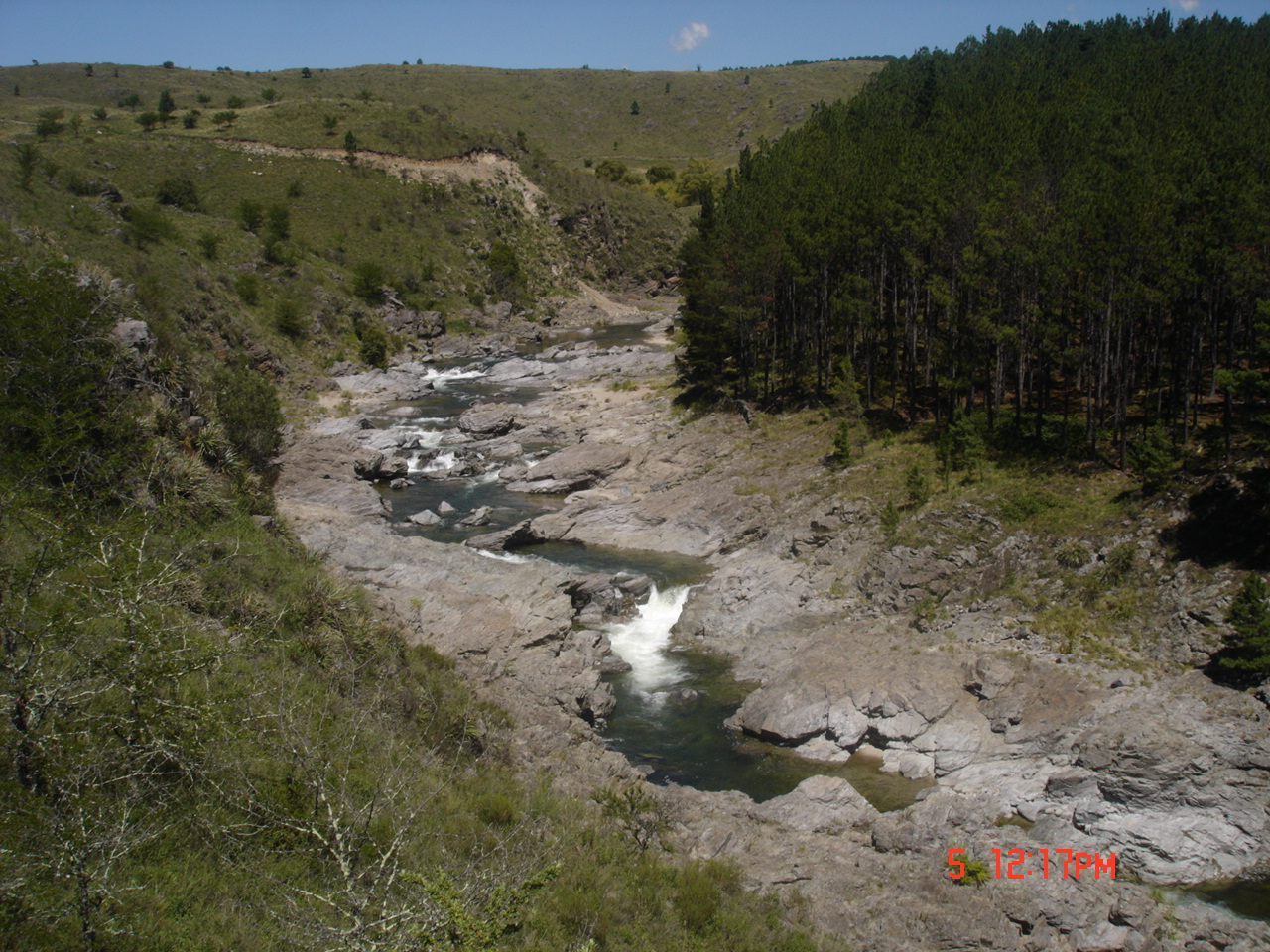
Los Cajones.
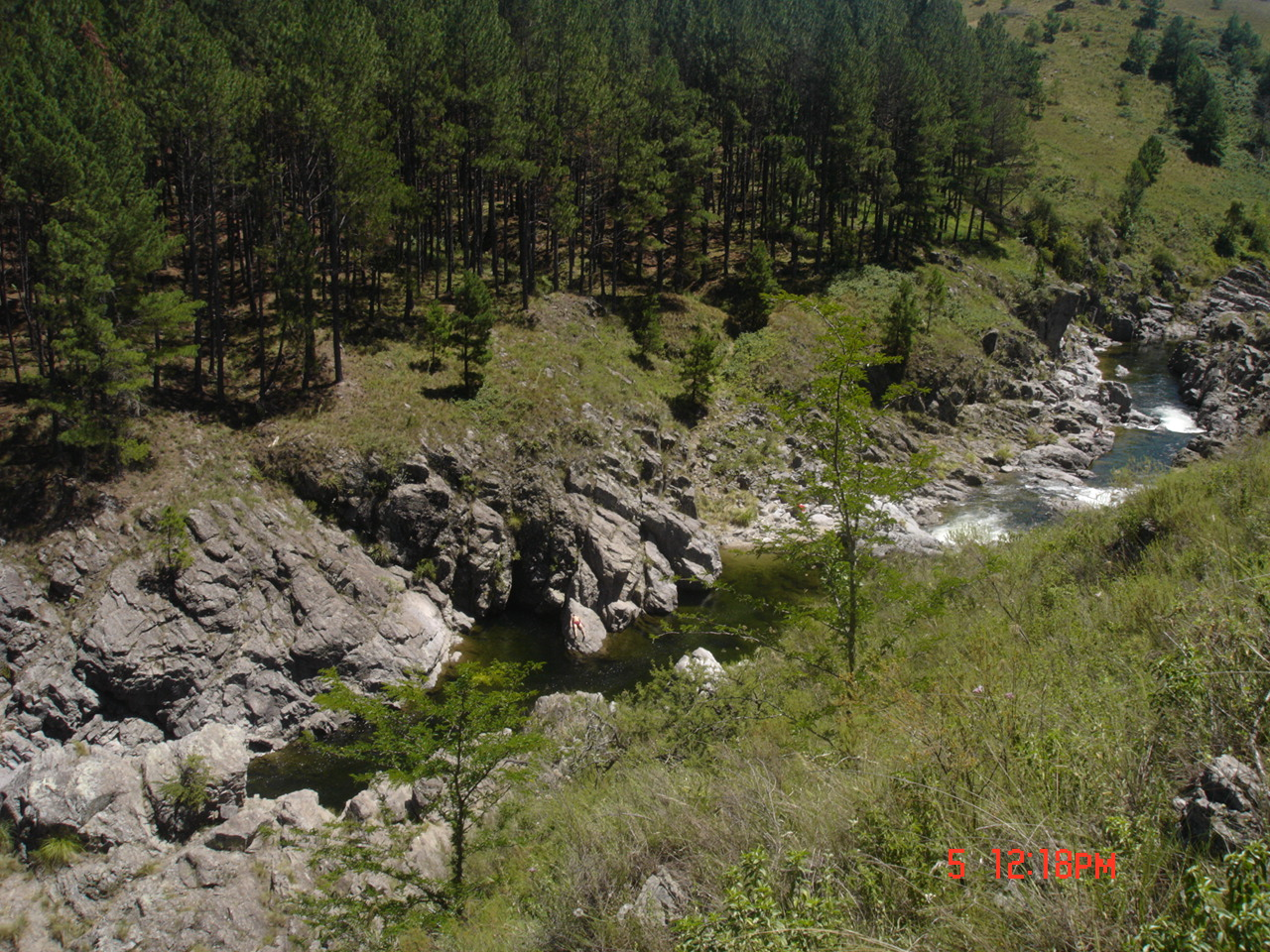
Los Cajones.
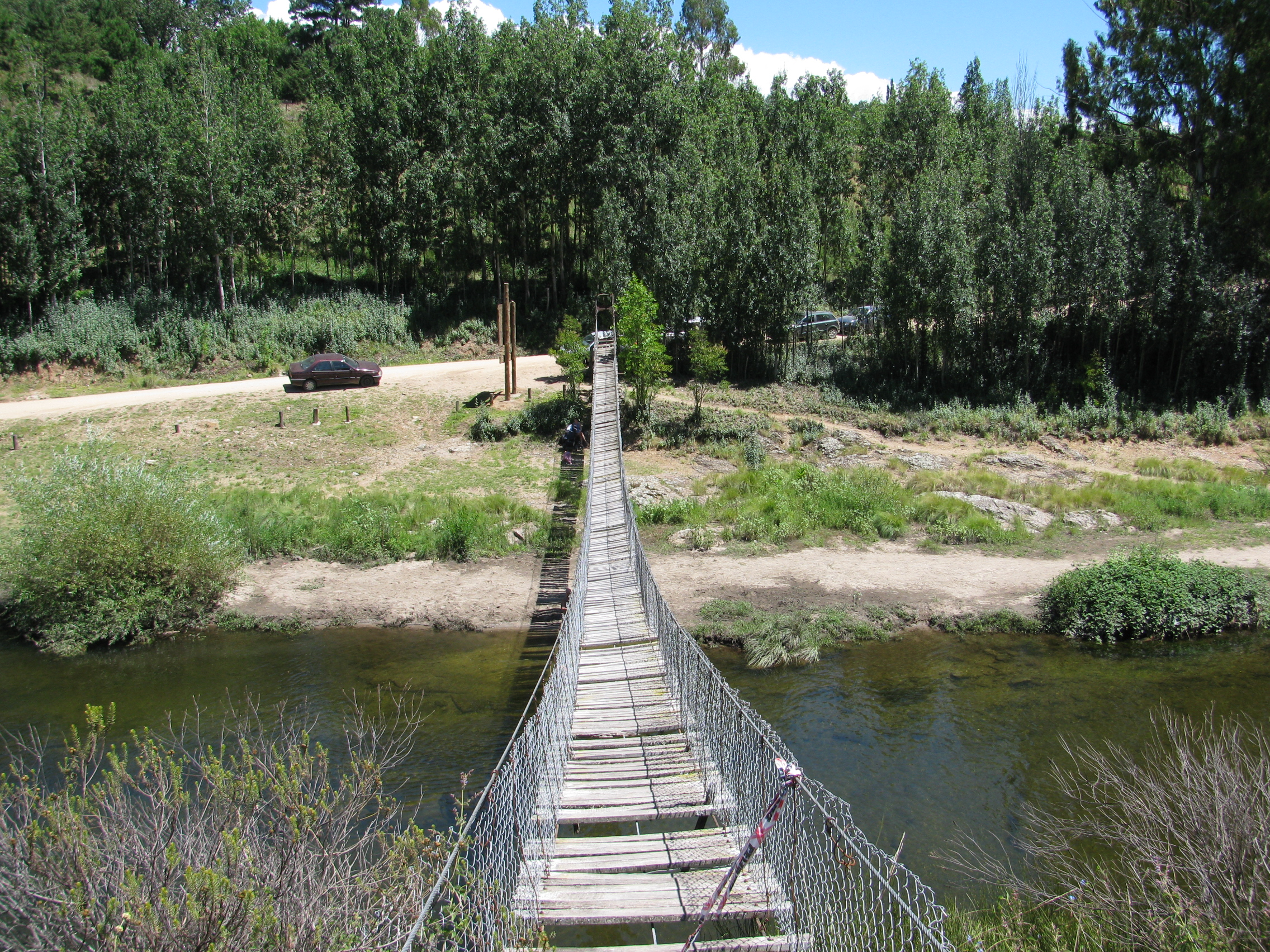
Puente colgante.
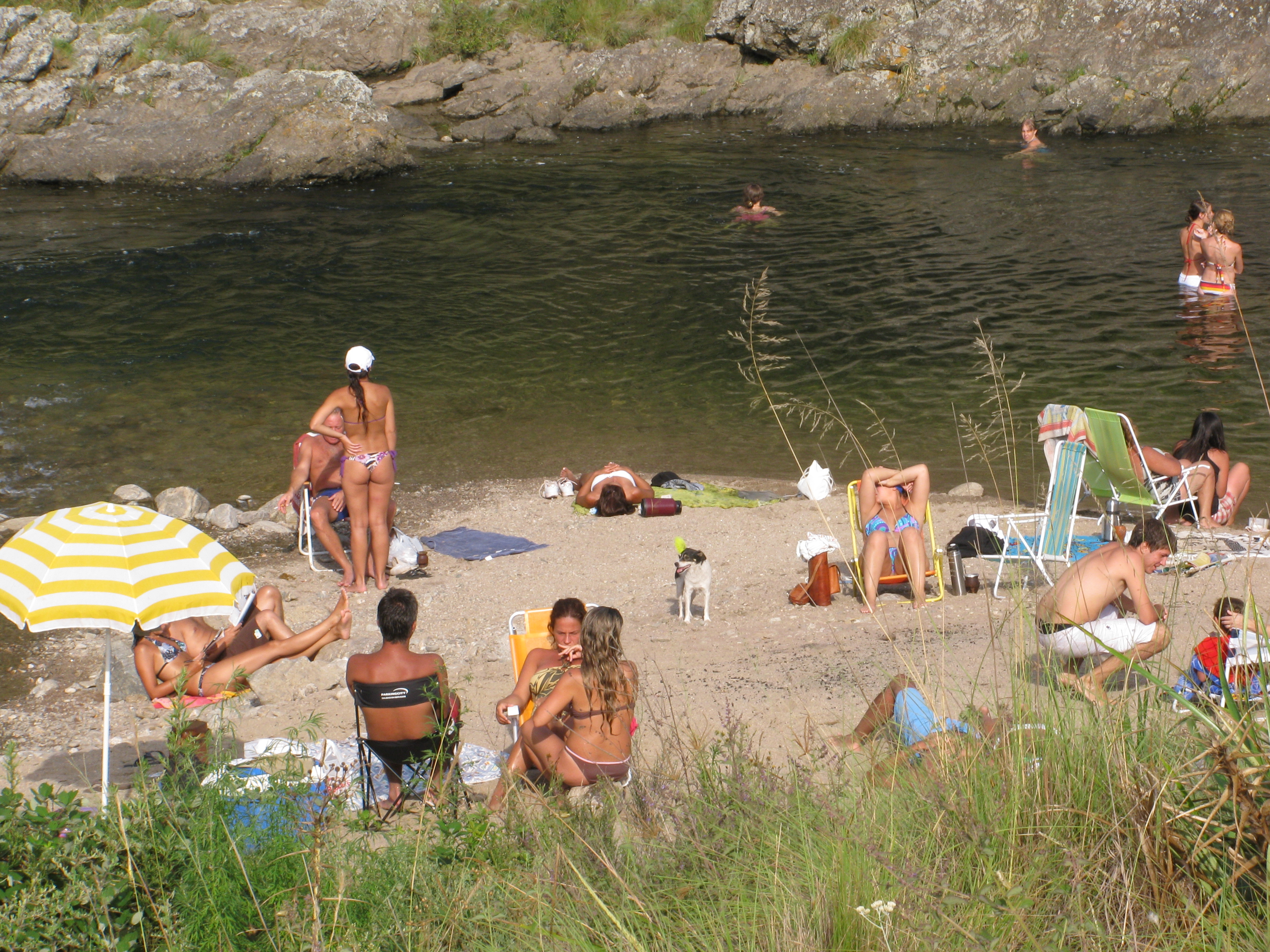
Balneario sobre el Río Durazno.
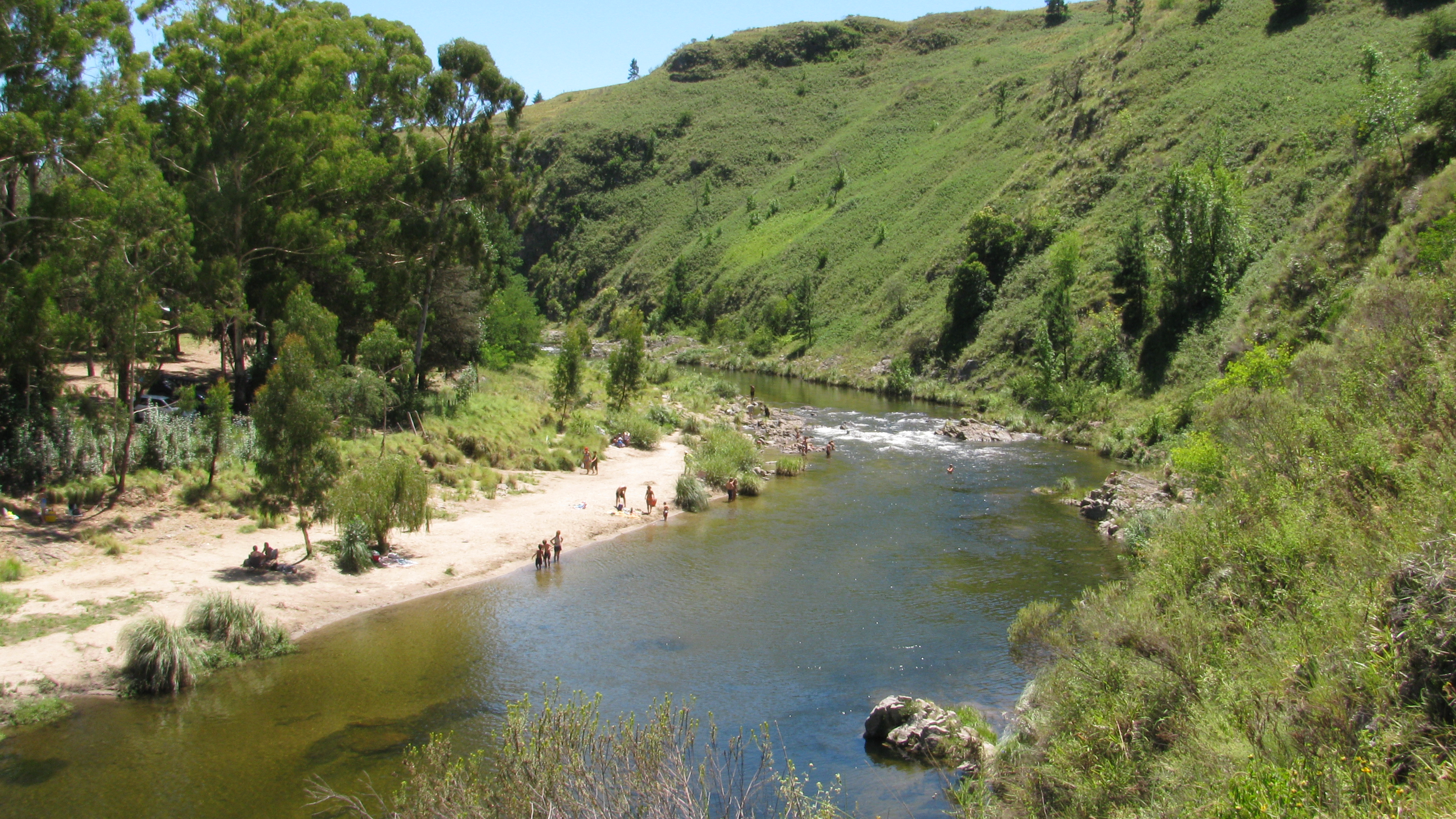
Balneario del vado.
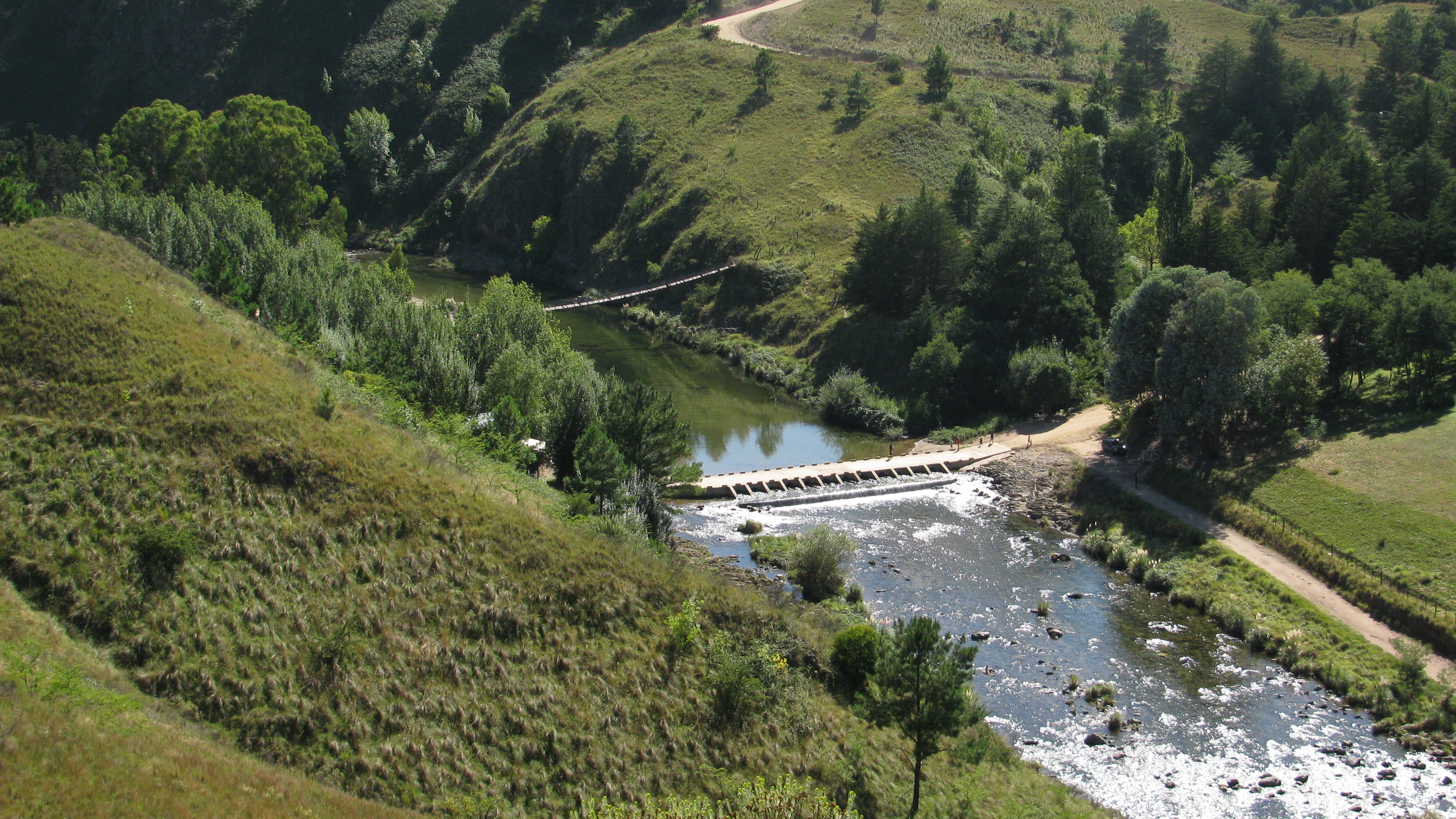
Punto panorámico con vista de la entrada.
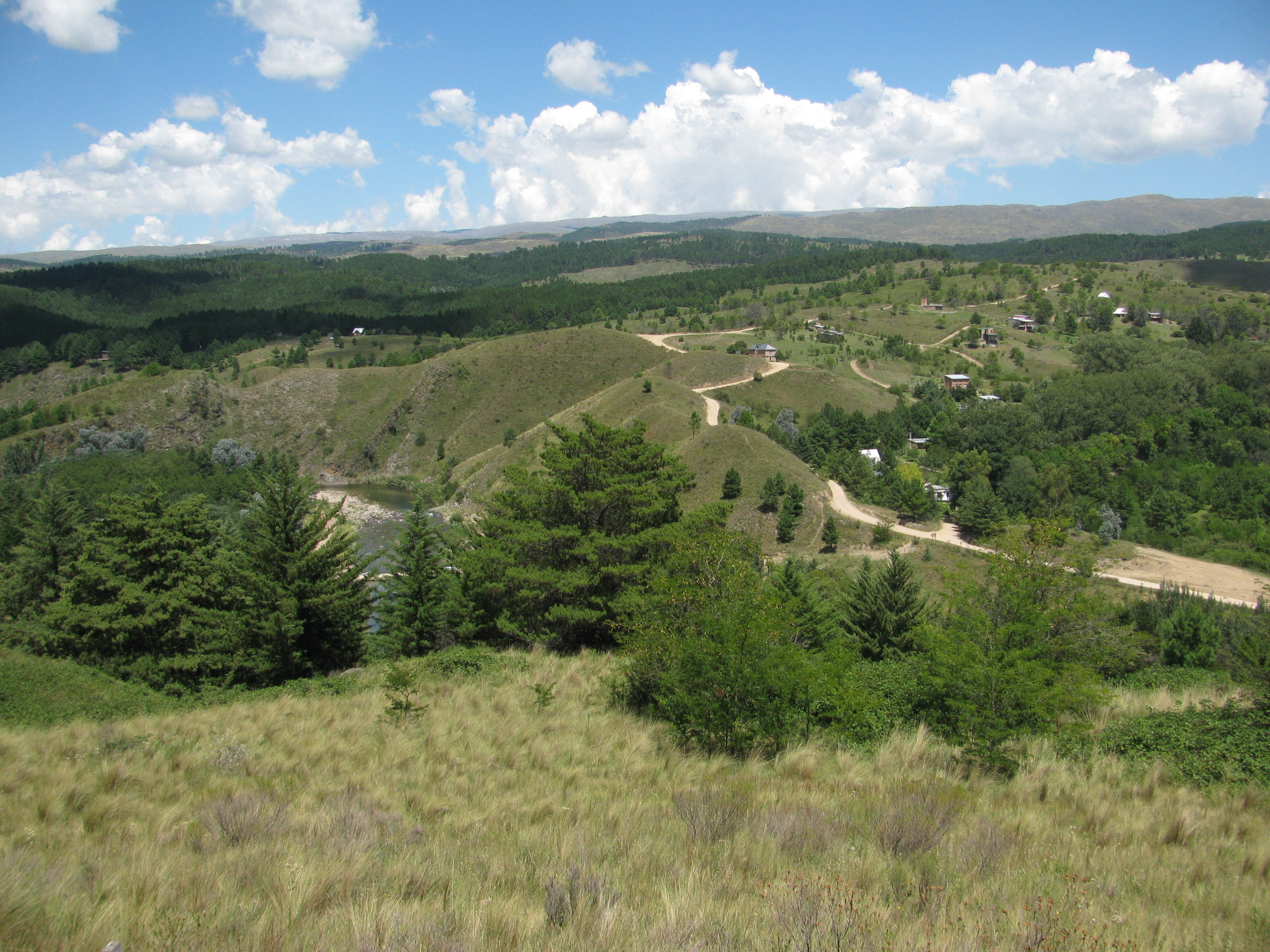
Entrada al poblado.
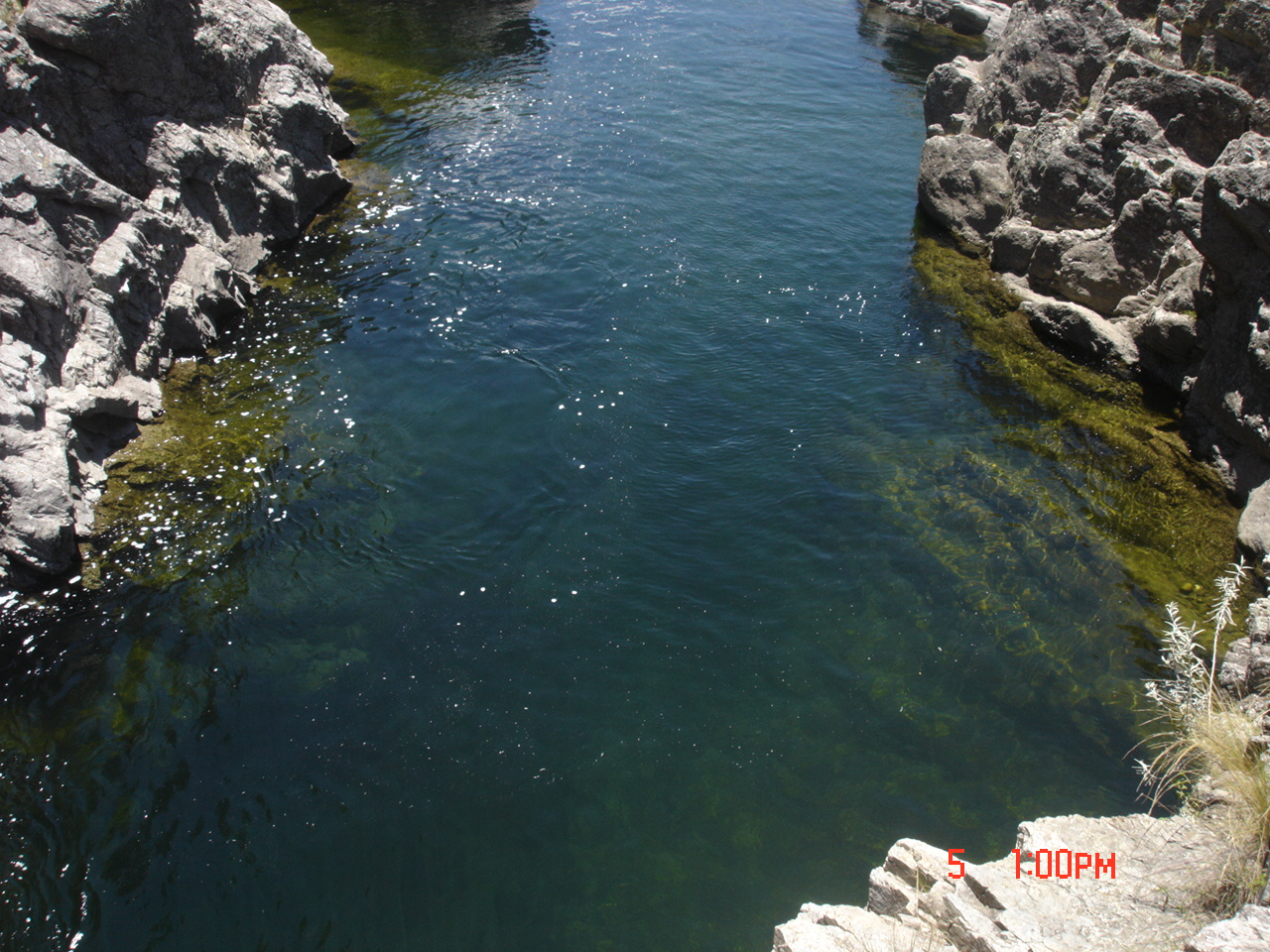
Aguas profundas y rocas altas en los cajones.
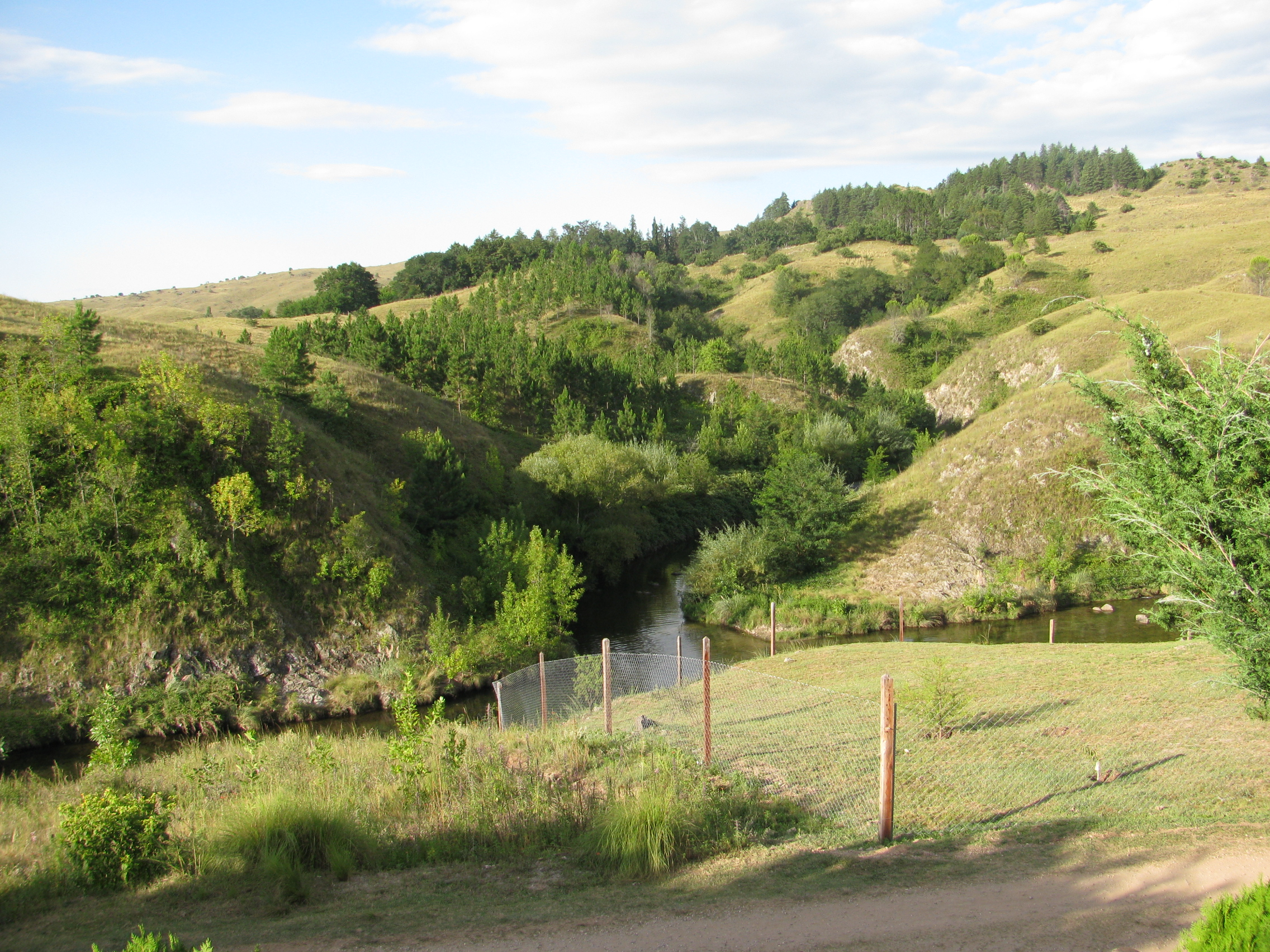
Desembocadura del arroyo Yacanto en el Río del Durazno.
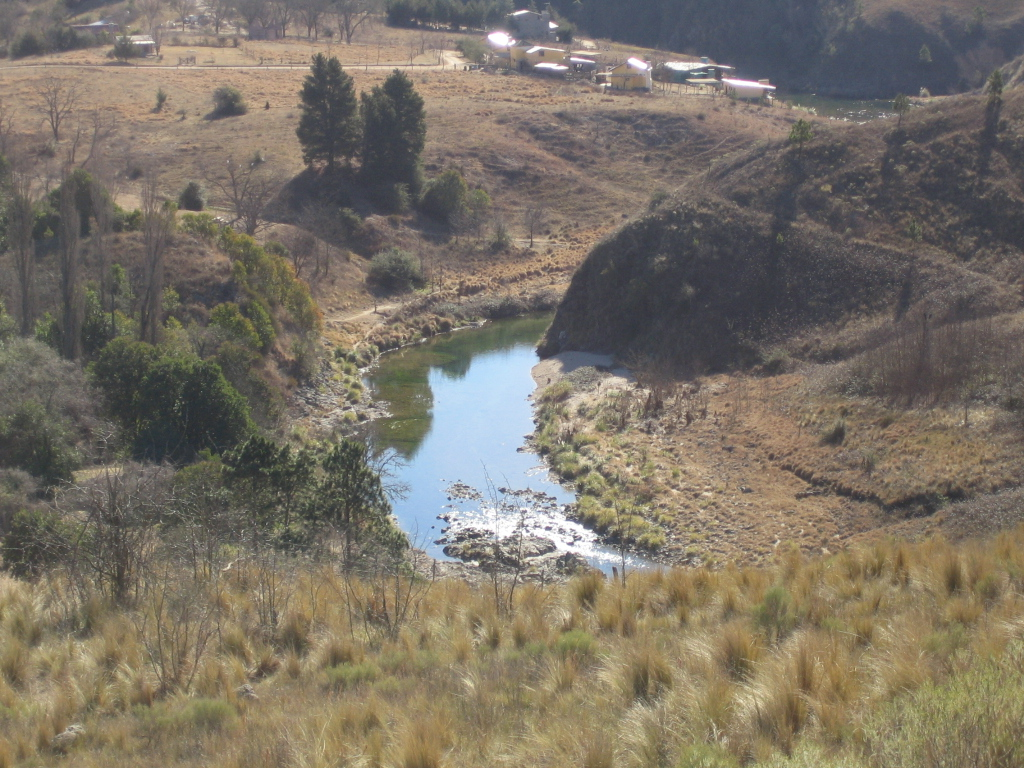
Imagen del Río.
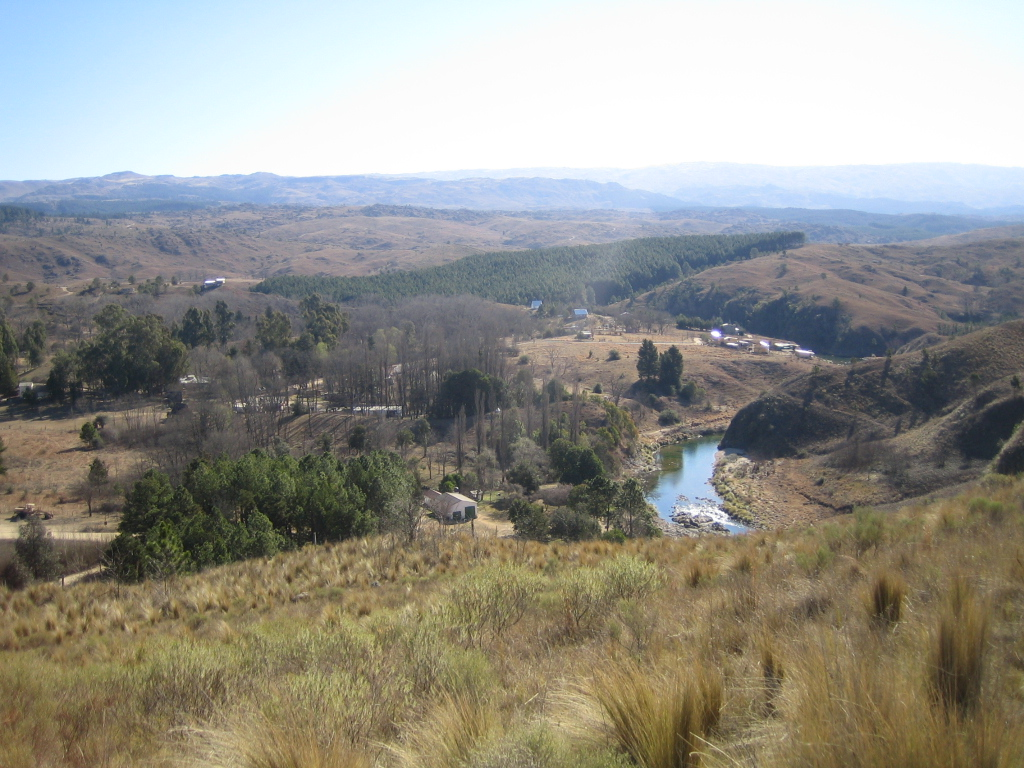
Otra imagen panorámica.